# الأخوة أولمستيد

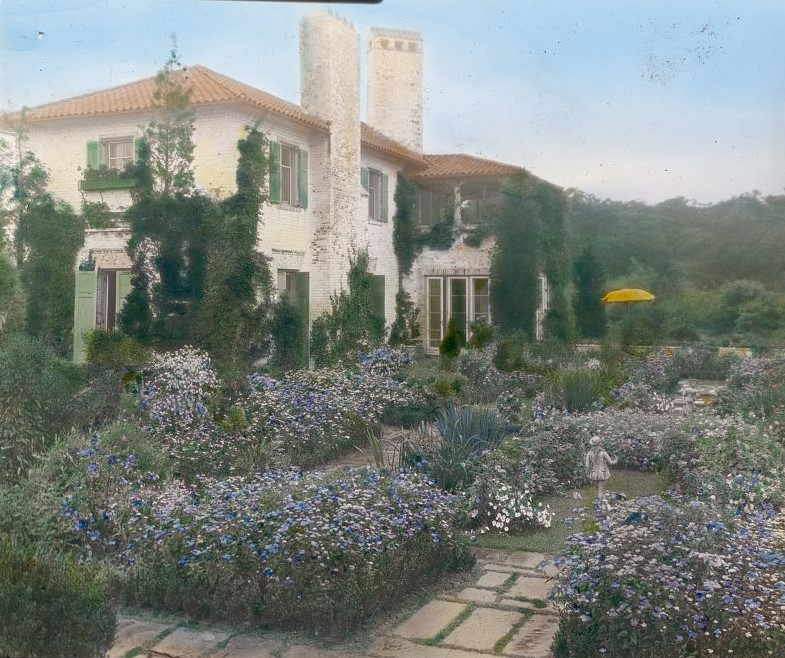
"برباريس"، منزل نيلسون دوبليداي، ميل نيك، نيويورك، بقلم فرانسيس بنجامين جونستون، 1921، المهندس المعماري: هاري توماس ليندبرج (1916)، المناظر الطبيعية: بيرسيفال غالاغر، أولمستيد براذرز، 1919 -1924 وآخرين

كانت شركة الأخوة أولمستيد (بالإنجليزية: Olmsted Brothers)‏، شركة معمارية مؤثرة في هندسة المناظر الطبيعية في الولايات المتحدة، وقد أسسها الإخوة جون تشارلز أولمستيد «جون تشارلز أولمستيد» (1920-1852)، وفريدريك لو أولمستيد جونيور «فريدريك لو أولمستيد جونيور» (1870–1957)، ابنا مهندس المناظر الطبيعية البارز فريدريك لو أولمستيد «فريدريك لو أولمستيد».

## التاريخ
ورث الأخوة أولمستيد أول عمل معماري للمناظر الطبيعية في البلاد من والدهم فريدريك لو أولمستيد، كانت هذه الشركة خلفًا للشركة السابقة لـ «أولمستيد وإليوت» بعد وفاة شريكهم تشارلز إليوت «شارل إليوت» في عام 1897، كان الشقيقان من بين الأعضاء المؤسسين للجمعية الأمريكية لمهندسي المناظر الطبيعية ولعبوا دورًا مؤثرًا في إنشاء خدمة المتنزهات القومية، قبل استحواذهم على الشركة، عمل فريدريك لو أولمستيد جونيور كمتدرب تحت قيادة والده، حيث ساعد في تصميم مشاريع مثل «بيلتمور العقارية» والمعرض الكولومبي العالمي قبل تخرجه من جامعة هارفارد، وظفت الشركة ما يقرب من ٦٠ موظفًا في ذروتها في أوائل الثلاثينيات، ومن بين مهندسي المناظر الطبيعية البارزين في الشركة، جيمس فريدريك داوسون وبيرسيفال غالاغر.
تقاعد آخر فرد من عائلة أولمستيد في الشركة، فريدريك لو أولمستيد جونيور، في عام 1949، ظلت الشركة تعمل، وانتقلت من بروكلين في عام 1980 واستمرت في فريمونت، نيو هامبشاير حتى عام 2000، أدى هذا إلى إنشاء شركة واحدة مستمرة من 1858 إلى 2000.

## المكتب والمحفوظات
«فايرستيد» - المقر الرئيسي للشركة ومكتب التصميم البالغ من العمر 100 عام - حُفظ بعناية باعتباره موقع فريدريك لو أولمستيد التاريخي الوطني، يقع على مساحة ٧ فدان (٢٨٣٣ هكتار)، من الأراضي ذات المناظر الطبيعية في ٩٩ شارع وارن، بروكلين، ماساتشوستس، يقدم رؤى ممتازة في ممارسة تصميم وهندسة المناظر الطبيعية على نطاق واسع، يضم الموقع أيضًا أرشيفًا (يمكن الوصول إليه عن طريق التعيين فقط) لتصميمات الشركة وقوائم المصانع والصور الخاصة بمئات المشاريع.

## عمل التصميم
أكمل الأخوة أولمستيد العديد من المشاريع البارزة، والتي لا يزال الكثير منها شائعًا حتى يومنا هذا، بما في ذلك أنظمة الحدائق والجامعات وأرض المعارض والمكتبات والمستشفيات والأحياء السكنية وعواصم الدول، وتشمل اللجان البارزة الطرق في جبال سموكي العظيمة ومتنزهات أكاديا الوطنية، وادى يوسمايت، حديقة بيدمونت في أتلانتا، المرتفعات أو فيكتوريا الكبرى، وسنترال بارك في مدينة نيويورك، وحرم جامعي مثل جامعة واشنطن في سانت لويس ومدرسة إيما ويلارد، والأحياء السكنية في أوك باي، كولومبيا البريطانية، وكندا، وأوكلاند، كاليفورنيا، بما في ذلك تخطيط الشارع لما يعرف الآن بجمعية ليكشور هومز «منازل البحيرة»، (أقدم جمعية لأصحاب المنازل غرب نهر المسيسيبي والتي تضم أجزاء من مرتفعات كروكر التاريخية وحي تريستل غلين في أوكلاند).
أنظمة متنزهات كاملة في مدن مثل كليفلاند وبورتلاند وسياتل، ومستشفى ولاية واشنطن الشمالية، كما شارك أولمستيد براذرز مع هارلاند بارثولوميو «هارلاند بارثولوميو» في تأليف تقرير صدر عام 1930 لغرفة التجارة في لوس أنجلوس بعنوان «حدائق وملاعب وشواطئ لمنطقة لوس أنجلوس» يشجع على الحفاظ على الأماكن العامة في الهواء الطلق في جنوب كاليفورنيا، تم تجاهل التقرير إلى حد كبير من قبل المدينة، لكنه أصبح مرجعًا مهمًا للتخطيط الحضري، بالإضافة إلى هذه المشاريع البارزة، تولى أولمستيد براذرز مشاريع تجميل المناطق السكنية.

## روابط خارجية
- Olmsted His Essential Theory
- Olmsted Parks in Seattle -- A Snapshot History
- Olmsted Associates: A Register of Its Records in the Library of Congress, Manuscript Division
- Olmsted Research Guide Online أداة بحث عن مشاريع "Olmsted" والسجلات الأرشيفية.
- Frederick Law Olmsted National Historic Site المنزل والمكتب والمحفوظات المحفوظة لشركة "Olmsted ،National Park Service"
- National Association for Olmsted Parks
- Filson Historical Society|accessdate=15 April 2015[وصلة مكسورة] في أرشيفات Filson: Olmsted Brothers (مصممي المناظر الطبيعية)، 420، 580، 848.